# Lunar Landing Research Vehicle
Lunar Landing Research Vehicle o LLRV, construido por Bell Aircraft Corporation, fue el nombre de una serie de vehículos experimentales con los que replicar el comportamiento del módulo lunar en la Tierra. Inicialmente fueron construidos dos vehículos de prueba, para posteriormente construir tres que entraron en producción, diseñados para el entrenamiento de astronautas en el pilotaje del módulo lunar y que fueron denominados Lunar Landing Training Vehicles (LLTV).
Un LLRV podía despegar y aterrizar por sus propios medios, volar horizontalmente, flotar sobre un punto y alcanzar alturas de hasta 1220 metros. Montaba un motor turborreactor que proporcionaba un empuje hacia arriba de 5/6 del peso del vehículo para simular el sexto de gravedad de la superficie lunar. Fue apodado humorísticamente somier volador, al consistir básicamente en un entramado de varillas.
Fueron creados por el predecesor del Dryden Flight Research Center (el Flight Research Center, FRC) de la NASA para estudiar y analizar las técnicas de pilotaje necesarias para hacer aterrizar al módulo lunar en la superficie sin atmósfera de la Luna.
El éxito de los LLRV llevó a construir tres LLTV, que fueron usados por los astronautas del programa Apolo como entrenamiento para las misiones lunares.

## Historia

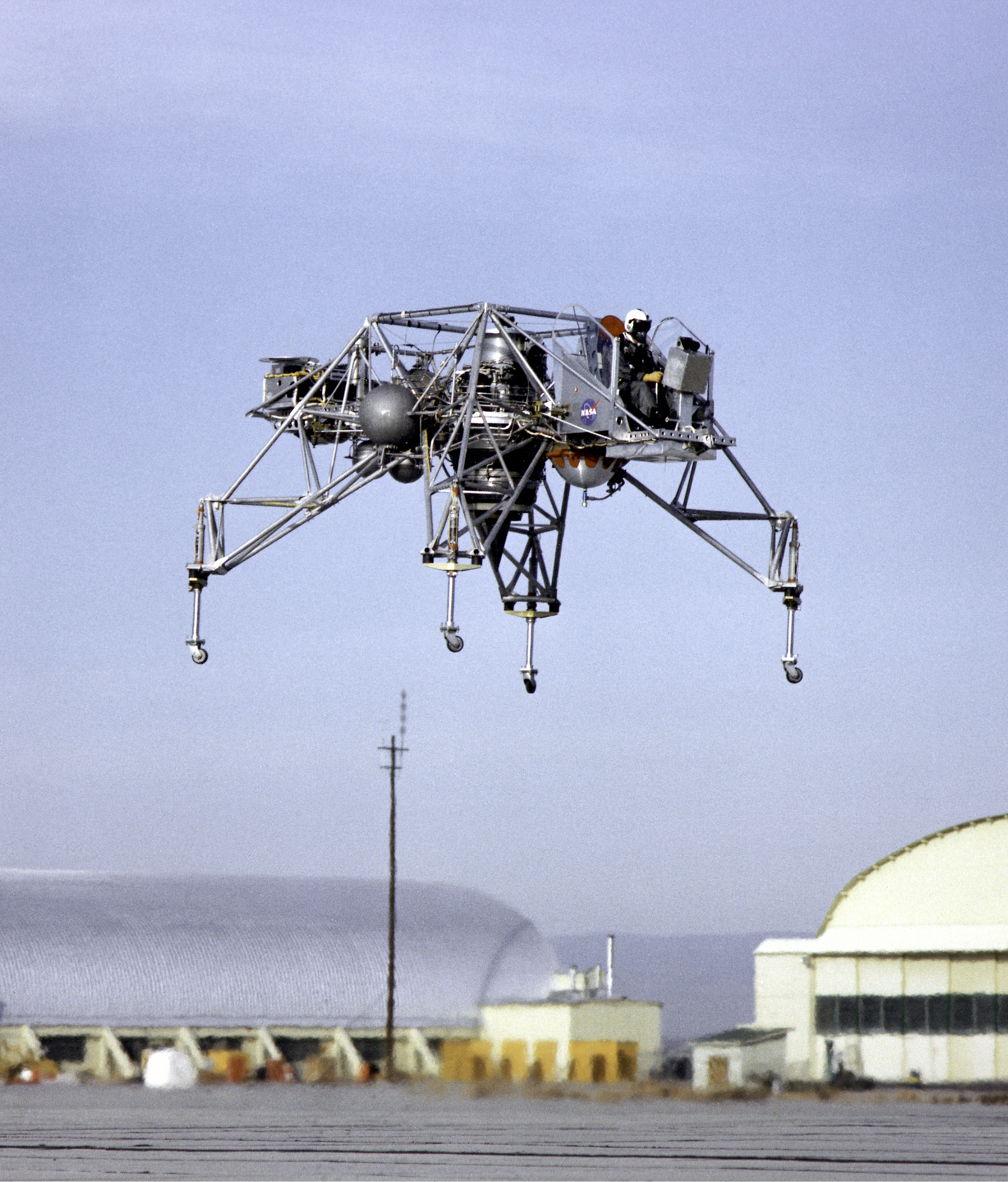
Vuelo de entrenamiento con el LLRV.

En los inicios del programa Apolo, en 1960, la NASA estudió tres conceptos para uso como entrenamiento para el alunizaje:
- un simulador electrónico
- un dispositivo colgado de un cable
- un vehículo de vuelo libre

El vehículo de vuelo libre fue elegido como el más adecuado. La idea se atribuye a Hubert Drake, y los ingenieros jefes asignados al proyecto fueron Donald Bellman y Gene Matranga, con Bellman como director del proyecto.
Tras la planificación y varias reuniones con los ingenieros de Bell Aerosystems, compañía con experiencia en aeronaves VTOL, la NASA concedió en diciembre de 1961 a la empresa un contrato de 50.000 dólares para realizar un estudio del proyecto. Finalmente, el 1 de febrero de 1963, le fue concedido un contrato de 3,6 millones de dólares para la producción de los vehículos, con la entrega de los dos primeros vehículos en un plazo de 14 meses.
El vehículo estaba construido con travesaños de aluminio con la forma de un enorme somier de cuatro patas. El motor que montaba era un General Electric CF700 2V instalado verticalmente en un cardán. El motor elevaba el vehículo hasta una altura operativa y luego disminuía su potencia para soportar sólo 5/6 del peso del vehículo y simular la gravedad lunar. También montaba dos cohetes de peróxido de hidrógeno de potencia variable para modificar la tasa de descenso y poder hacer desplazamientos horizontales. 16 motores más pequeños, también de peróxido de hidrógeno y montados por pares, eran utilizados para el control en cabeceo, guiñada y alabeo. Como medida de seguridad los LLRV llevaban seis cohetes que podían soportar por sí mismos el peso del vehículo en caso de fallo del motor principal. El piloto también disponía de un asiento eyectable.

## Operaciones de vuelo

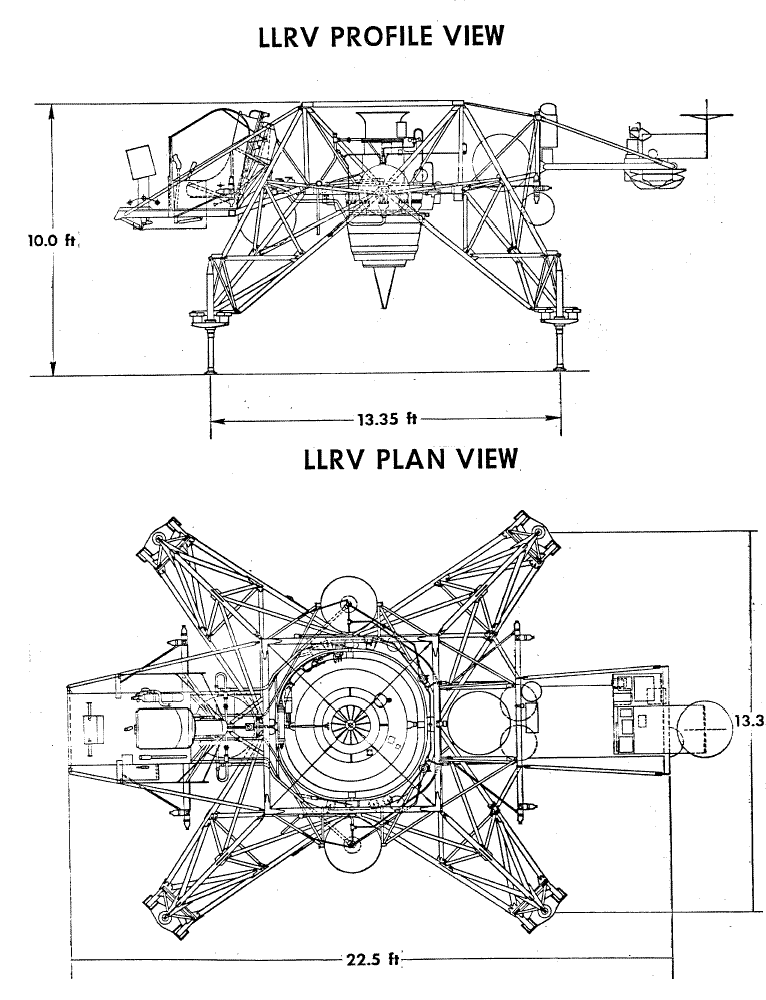
Diagrama de un LLRV.

Los dos LLRV llegaron al FRC en abril de 1964. Las primeras pruebas fueron dirigidas a probar los motores sin levantar vuelo. El primer vuelo fue llevado a cabo en la base de la Fuerza Aérea de Edwards, el 30 de octubre de 1964. El piloto de pruebas Joe Walker voló tres veces en el vehículo número 1, con un tiempo total de vuelo de 60 segundos, alcanzando una altura máxima de 3 metros. En posteriores vuelos, además de Walker, participaron Don Mallick (también piloto de pruebas del FRC), Jack Kleuver (del ejército) y Joseph Algranti y H.E. "Bud" Ream, del Centro de Vuelos Tripulados de la NASA, en Houston.
A mediados de 1966 la NASA ya tenía suficientes datos y procedió a conceder el contrato para los tres LLTV a Bell, a un coste de 2,5 millones de dólares cada unidad.

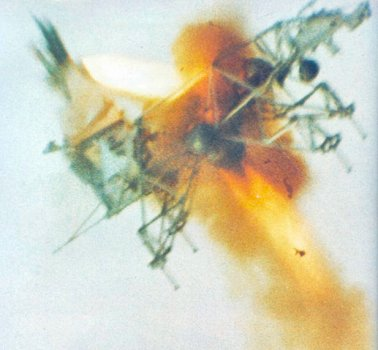
El piloto Stuart Presen sale eyectado de un LLTV a punto de estrellarse.

El primer LLTV llegó a Houston en diciembre de 1966 y el segundo en enero de 1967. Las modificaciones hechas al número 2 proporcionaron al piloto un menor campo de visión y un mando de tres ejes, ambas características reales del módulo lunar usado en las misiones Apolo.
Los LLRV también fueron enviados a Houston, llevando a esas alturas un total de 198 vuelos el número y sólo 7 el número 2. Junto con los tres LLTV, conformarían el grupo de naves destinadas a entrenar a los pilotos de los módulos lunares.
Tres de los cinco vehículos fueron destruidos en accidentes durante las pruebas en Houston: el LLRV número 1 en mayo de 1968 (pilotado por Neil Armstrong, que salvó la vida saltando en paracaídas) y dos LLTV en diciembre de 1968 y enero de 1971.
El LLRV número fue más tarde devuelto al Centro Dryden, donde se muestra en exposición.

## Especificaciones
- Tripulación: uno, el piloto.
- Longitud: 6,85 m
- Envergadura: 4,6 m
- Altura: 3,05 m
- Peso en vacío: 1138 kg
- Peso con carga: 1712 kg
- Máximo peso en despegue: 1780 kg
- Motor: 1 General Electric CF700 2V
- Velocidad máxima: 66 km/h
- Techo: 1800 m
- Velocidad de subida: 17,9 m/s
- Motores secundarios: 2 cohetes de peróxido de hidrógeno de 2200 Newtons cada uno.
- Autonomía: 10 minutos